# Artur Santos
Artur Santos (1914 — 1987) foi um pianista e etnomusicólogo português.
Realizou uma documentação gravada da música folclórica dos Açores, da Beira Alta e da Beira Baixa, que posteriormente foi usada como representativa da música folclórica portuguesa numa colecção de discos da BBC de Londres.
O músico Fernando Lopes-Graça, no volume "Disto e daquilo", num seu artigo de 1959 nomeia este músico como um musicólogo sério que com este trabalho tem contribuído à difusão da autêntica música folclórica de Portugal.[carece de fontes?]